# Rubidiumbromat
Rubidiumbromat ist das Rubidiumsalz der Bromsäure mit der chemischen Zusammensetzung RbBrO3.

## Herstellung
Rubidiumbromat kann aus Rubidiumcarbonat und Bromsäure hergestellt werden.
{\displaystyle \mathrm {Rb_{2}CO_{3}+2\ HBrO_{3}\longrightarrow 2\ RbBrO_{3}+H_{2}O+CO_{2}\uparrow } }
Auch die Herstellung aus Rubidiumcarbonat und Natriumbromat ist möglich.
{\displaystyle \mathrm {Rb_{2}CO_{3}+2\ NaBrO_{3}\longrightarrow 2\ RbBrO_{3}+Na_{2}CO_{3}} }

## Eigenschaften
| Löslichkeit von RbBrO3 in Wasser |      |      |      |      |
| Temperatur [°C]                  | 25   | 30   | 35   | 40   |
| Löslichkeit [g/l]                | 29,3 | 35,5 | 42,8 | 50,8 |

Die Löslichkeit von Rubidiumbromat in Wasser ist in nebenstehender Tabelle angegeben.
Rubidiumbromat kristallisiert ohne Kristallwasser im trigonalen Kristallsystem mit der Raumgruppe R3m (Raumgruppen-Nr. 160) und den Gitterparametern a = 621.8 pm und c = 809.9 pm, in der Elementarzelle befinden sich drei Formeleinheiten.
Rubidiumbromat reagiert mit Bromwasserstoff unter Bildung von Rubidiumtribromid.